# أخدرية وردية
أخدرية وردية (الاسم العلمي: Oenothera rosea) هو نوع نباتي يتبع جنس الأخدرية من الفصيلة الأخدرية.